# Psychotria marginata
Psychotria marginata är en måreväxtart som beskrevs av Olof Swartz. Psychotria marginata ingår i släktet Psychotria och familjen måreväxter. Inga underarter finns listade i Catalogue of Life.